# Société Tunisienne de Banque
Die Société Tunisienne de Banque  S.A. oder STB (arabisch: الشركة التونسية للبنك)  ist eine tunesische Bank mit Sitz in Tunis. Die Bankengruppe ist in 3 Tätigkeitsbereichen organisiert:
- Commercial Banking;
- Investment Banking;
- Business Banking
Ende 2021 verfügte die Gruppe über 9 Milliarden TND an laufenden Einlagen. Mehrheitsaktionär ist der tunesische Staat mit 71,54 % der Anteile. Ein weiterer bedeutender Aktionär ist die Caisse nationale de sécurité sociale mit 5,96 %. Der Streubesitz beträgt ungefähr 18 %.

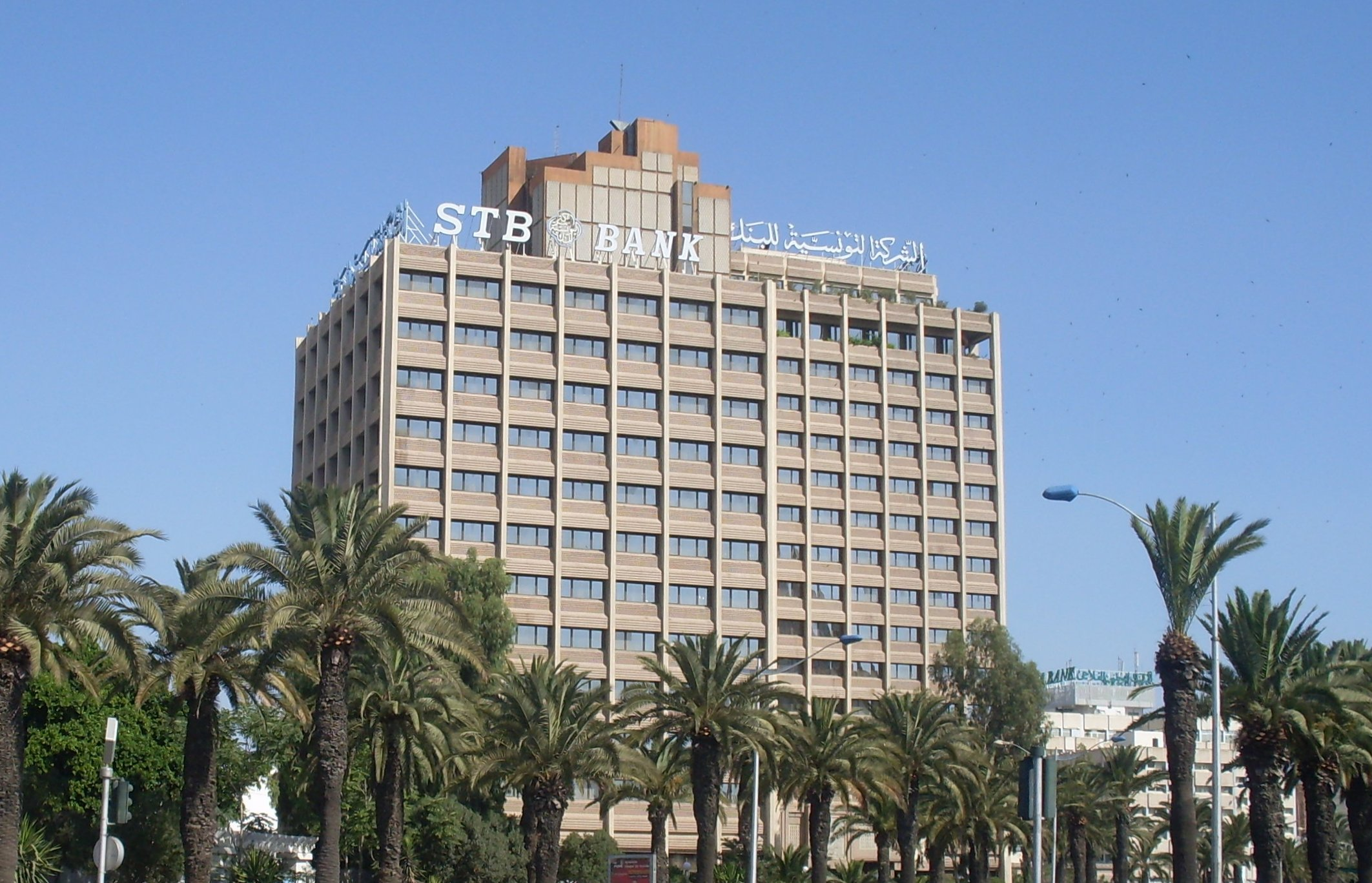
Zentrale der Société Tunisienne de Banque in Tunis

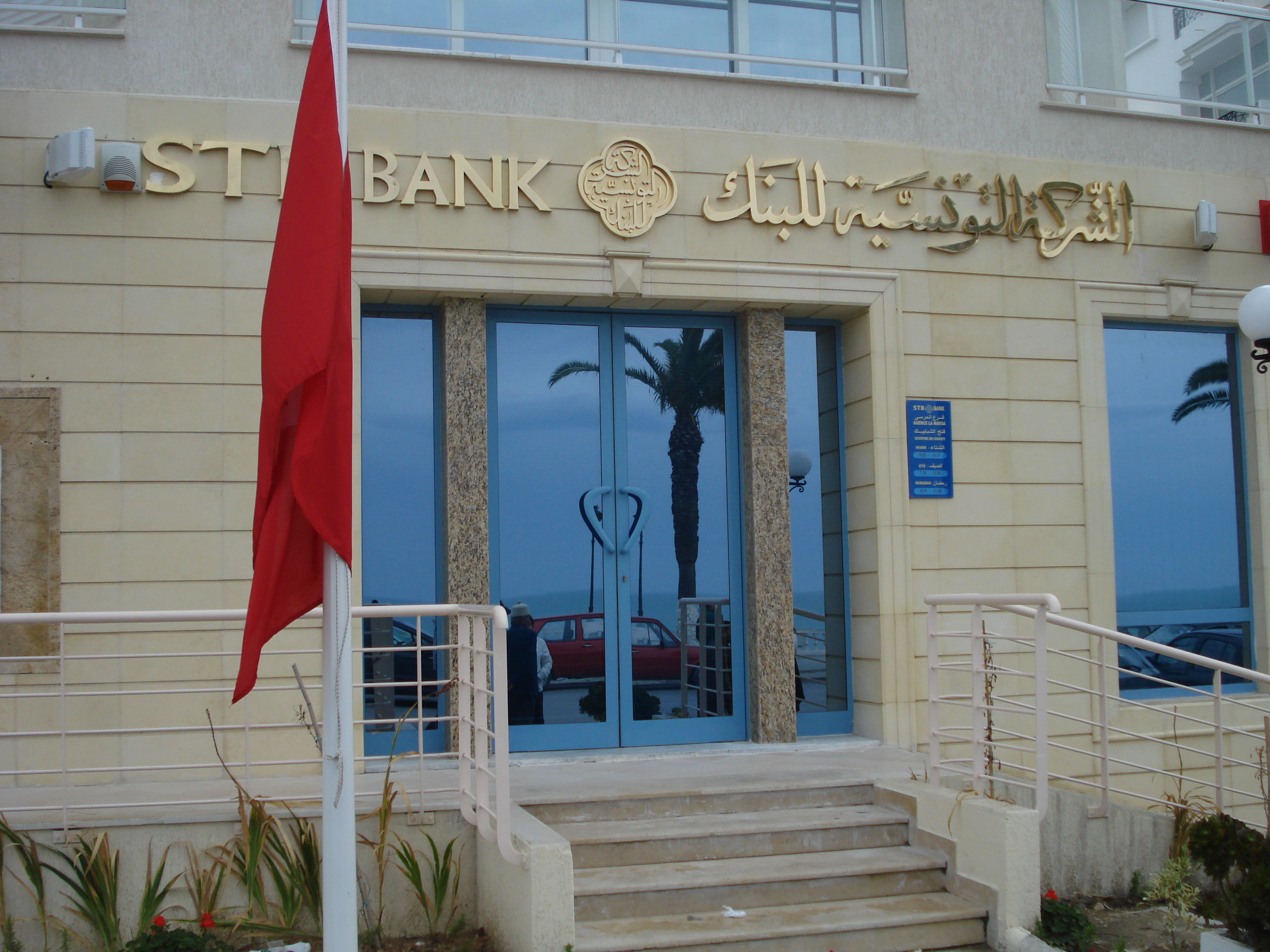
Filiale der Société Tunisienne de Banque in La Marsa

Die Produkte und Dienstleistungen werden über ein Netz von 147 Filialen in Tunesien vertrieben.
Die Aktien sind an der Bourse de Tunis notiert und Teil des Tunindex.

## Geschichte
Die Société Tunisienne de Banque wurde am Tag nach der Unabhängigkeit als Aktiengesellschaft gegründet. Sie nahm am 26. März 1958 ihre Tätigkeit auf und hatte sich zum Ziel gesetzt, zur wirtschaftlichen und sozialen Entwicklung Tunesiens beizutragen. Die ersten Jahre nach der Unabhängigkeit waren geprägt von Desinvestitionen, einer mangelnden Organisation des Kreditmarkts und Kapitalabflüssen ins Ausland.
Die Société Tunisienne de Banque war Initiatorin der größten Projekte in den Bereichen Industrie, Tourismus, Landwirtschaft und Handel. Sie war auch maßgeblich an der Gründung der Tunis Stock Exchange sowie der Gesetzgebung zu  SICAVs beteiligt.
Grundlegend für ihr Selbstverständnis war, dass sie über die traditionelle Rolle einer üblicherweise privaten Bank hinausgegangen ist und sich an allen Fällen beteiligt hat, die von nationalem tunesischem Interesse sind. Sie förderte Investitionen in Projekte, die hauptsächlich auf den Export und die Expansion von Wirtschaftssektoren ausgerichtet waren. 1992 richtete die STB als erste tunesische Bank einen Devisenhandelsraum ein.
Ab 1993 war die STB die erste Bank in Tunesien, die Geldautomaten und elektronische Zahlungsterminals einführte. Im Jahr 2000 fusionierte die Société Tunisienne de Banque mit zwei anderen Banken, der Banque de Développement Economique de Tunisie und der Banque Nationale de Développement Touristique.
Im Lauf ihrer Geschichte hat die Bank insgesamt 8 Kapitalerhöhungen durchgeführt.

## Nachweise
1. ↑  MOHAMED-CHOUIKHA-A3NV4K. www.de.marketscreener.com, abgerufen am 16. April 2024.
2. ↑  SOCIETE-TUNISIENNE-DE-BAN-1408830/fundamentals. www.de.marketscreener.com, abgerufen am 16. April 2024.
3. ↑  la-banque-en-bref. www.stb.com.tn, abgerufen am 16. April 2024 (französisch).